# II liga polska w piłce siatkowej mężczyzn (2010/2011)
II liga polska w piłce siatkowej mężczyzn 2010/2011 – 21. edycja ligowych rozgrywek siatkarskich trzeciego szczebla, organizowanych przez Polski Związek Piłki Siatkowej pod nazwą II liga.
Zmagania toczą się potrójnie:
1. Etap I (dwurundowa faza zasadnicza) – przeprowadzona w formule ligowej, systemem kołowym (tj. "każdy z każdym - mecz i rewanż"), rozpoczęta jesienią 2010 roku meczami 1 kolejki, a zakończona w marcu. Z uwagi na nieparzystą liczbę uczestników w grupie II podczas każdej z kolejek, jeden z zespołów zmuszony był do pauzy. Miała na celu wyłonienie dwóch grup: walczącej o awans do I ligi i walczącej o utrzymanie się w II lidze polskiej.
2. Etap II (dwurundowa faza play-off) – przeprowadzona w systemem pucharowym. Rywalizacja toczyła się o miejsca 1-4 oraz ew. o utrzymanie. Przystąpiło do niej z reguły 6 drużyn.
3. Etap III (Turniej Mistrzów Grup - finałowy) - turniej rozgrywany systemem kołowym, udział biorą w nim zwycięzcy poszczególnych grup II ligi. Ma za zadanie wyłonić 2 zespoły, które awansują bezpośrednio do I ligi.

## Drużyny uczestniczące

### Grupa 1
Grupę 1 tworzy 10 klubów siatkarskich z województw: dolnośląskiego (część), lubuskiego, wielkopolskiego, zachodniopomorskiego.
| | Uczestnicy poprzedniej edycji |    |
| --- | ----------------------------- | -- |
| POZ | AZS UAM Poznań                | 1  |
| ZG | KU AZS UZ Zielona Góra        | 2  |
| KAL | Grześki Kalisz                | 3  |
| SUL | STS Olimpia Sulęcin           | 5  |
| WRZ | Krispol Września              | 6  |
| TRE | Trefl Gdańsk II               | 8  |
| | Spadek z I ligi               |    |
| SZC | Morze Bałtyk Szczecin         | 12 |
| | Awans z III ligi              |    |
| ŻAG | WKS Sobieski ARENA Żagań      |    |
| GRU | TS Koset Grudziądz            |    |
| ŚWI | LO MS Świnoujście             |    |
| Oznaczenia: - kolumna pierwsza – skróty nazw drużyn wpisane na mapie (jeśli ta została zamieszczona), - kolumna trzecia – miejsce zajęte przez daną drużynę w poprzednim sezonie. |                               |    |

### Grupa 2
Grupę 2 tworzy 10 klubów siatkarskich z województw: łódzkiego, opolskiego, dolnośląskiego (część), śląskiego (część).
| | Uczestnicy poprzedniej edycji                  |    |
| --- | ---------------------------------------------- | -- |
| KAM | Sudety Kamienna Góra                           | 1  |
| RZĄ | LKS Czarni Wirex Rząśnia                       | 3  |
| LUB | Cuprum Lubin                                   | 4  |
| CZE | Delic-Pol Norwid Częstochowa                   | 6  |
| RAC | KS AZS Rafako Racibórz                         | 6  |
| RYB | TS Volley Rybnik                               | 7  |
| OPO | AZS Politechnika Opolska Cementownia Odra S.A. | 8  |
| WAŁ | Victoria Wałbrzych                             | 9  |
| SIE | VC Górnik Siemianowice Śląskie                 | 10 |
| | Awans z III ligi                               |    |
| WRO | Gwardia Wrocław                                |    |
| Oznaczenia: - kolumna pierwsza – skróty nazw drużyn wpisane na mapie (jeśli ta została zamieszczona), - kolumna trzecia – miejsce zajęte przez daną drużynę w poprzednim sezonie. |                                                |    |

### Grupa 3
Grupę 3 tworzy 9 klubów z województw: kujawsko-pomorskiego, mazowieckiego, podlaskiego, pomorskiego i warmińsko-mazurskiego.
| | Uczestnicy poprzedniej edycji |    |
| --- | ----------------------------- | -- |
| SIE | KPS Siedlce                   | 2  |
| OZO | MKS Bzura Ozorków             | 4  |
| WIL | Wilga Garwolin                | 5  |
| OLS | AZS UWM Olsztyn II            | 6  |
| UW | KU AZS Uniwersytet Warszawski | 7  |
| TMA | Lechia Tomaszów Mazowiecki    | 9  |
| | Spadek z I ligi               |    |
| HAJ | Pronar Parkiet Hajnówka       | 11 |
| | Awans z III ligi              |    |
| WYS | KS Camper Wyszków             |    |
| WOL | MOS Wola Warszawa             |    |
| Oznaczenia: - kolumna pierwsza – skróty nazw drużyn wpisane na mapie (jeśli ta została zamieszczona), - kolumna trzecia – miejsce zajęte przez daną drużynę w poprzednim sezonie. |                               |    |

### Grupa 4
Grupę 4 tworzy 10 klubów z województw: lubelskiego, małopolskiego, podkarpackiego, śląskiego (części) i świętokrzyskiego.
| | Uczestnicy poprzedniej edycji |    |
| --- | ----------------------------- | -- |
| WAN | Wanda Instal Kraków           | 2  |
| POL | KU AZS Politechnika Krakowska | 3  |
| RAD | RCS Czarni Radom              | 3  |
| KRO | PWSZ Karpaty Krosno           | 4  |
| STR | MKS Wisłok Strzyżów           | 5  |
| ROP | KS Błękitni Ropczyce          | 7  |
| SKA | STS Skarżysko-Kamienna        | 9  |
| SPA | SMS PZPS Spała II             | 11 |
| | Awans z III ligi              |    |
| KĘT | UMKS Kęczanin Kęty            |    |
| AGH | AGH Wawel Kraków              |    |
| Oznaczenia: - kolumna pierwsza – skróty nazw drużyn wpisane na mapie (jeśli ta została zamieszczona), - kolumna trzecia – miejsce zajęte przez daną drużynę w poprzednim sezonie. |                               |    |

## Grupa 1
| Lp. | Drużyna                  |
| --- | ------------------------ |
| 1   | Krispol Września         |
| 2   | AZS UAM Poznań           |
| 3   | Grześki Kalisz           |
| 4   | WKS Sobieski Arena Żagań |
| 5   | AZS UZ Zielona Góra      |
| 6   | Olimpia Sulęcin          |
| 7   | Morze Bałtyk Szczecin    |
| 8   | Trefl II Gdańsk          |
| 9   | Koset Grudziądz          |
| 10  | LO MS Świnoujście        |

     awans do Turnieju Mistrzów Grup (finałowego)
     spadek do III ligi

## Grupa 2
| Lp. | Drużyna                                   |
| --- | ----------------------------------------- |
| 1   | Cuprum Lubin                              |
| 2   | Gwardia Wrocław                           |
| 3   | Czarni Wirex Rząśnia                      |
| 4   | Delic-Pol Norwid Częstochowa              |
| 5   | AZS Politechnika Opolska Cementownia Odra |
| 6   | Victoria Wałbrzych                        |
| 7   | Rafako Racibórz                           |
| 8   | TS Volley Rybnik                          |
| 9   | Górnik Siemianowice Śląskie               |
| 10  | Sudety Kamienna Góra                      |

     awans do Turnieju Mistrzów Grup (finałowego)
     baraż o utrzymanie (z drużyną z III ligi)
     spadek do III ligi

## Grupa 3
| Lp. | Drużyna                    |
| --- | -------------------------- |
| 1   | KS Camper Wyszków          |
| 2   | KPS Siedlce                |
| 3   | MOS Wola Warszawa          |
| 4   | Bzura Ozorków              |
| 5   | Wilga Garwolin             |
| 6   | Pronar Parkiet Hajnówka    |
| 7   | AZS Uniwersytet Warszawski |
| 8   | AZS UWM Olsztyn II         |
| 9   | Lechia Tomaszów Mazowiecki |

     awans do Turnieju Mistrzów Grup (finałowego)
     baraż o utrzymanie (z drużyną z III ligi)

## Grupa 4
| Lp. | Drużyna                    |
| --- | -------------------------- |
| 1   | Wanda Kraków               |
| 2   | MKS Wisłok Strzyżów        |
| 3   | Kęczanin Kęty              |
| 4   | Czarni Radom               |
| 5   | Karpaty Krosno             |
| 6   | STS Skarżysko-Kamienna     |
| 7   | AZS Politechnika Krakowska |
| 8   | Błękitni Ropczyce          |
| 9   | Wawel AGH Kraków           |
| 10  | SMS PZPS Spała II          |

     awans do Turnieju Mistrzów Grup (finałowego)
     baraż o utrzymanie (z drużyną z III ligi)
     spadek do III ligi

## Turniej mistrzów grup (Kraków)

### Wyniki spotkań
| Data       | Drużyna 1           | Wynik | Drużyna 2           | Sety                              |
| ---------- | ------------------- | ----- | ------------------- | --------------------------------- |
| 15.04.2011 | Krispol Września    | 1:3   | Wanda Instal Kraków | 23:25, 27:29, 25:22, 12:25        |
| 15.04.2011 | Cuprum Mundo Lubin  | 3:1   | Camper Wyszków      | 25:18, 19:25, 25:19, 25:17        |
|            |                     |       |                     |                                   |
| 16.04.2011 | Wanda Instal Kraków | 3:2   | Camper Wyszków      | 23:25, 24:26, 25:11, 25:20, 15:11 |
| 16.04.2011 | Krispol Września    | 0:3   | Cuprum Mundo Lubin  | 23:25, 19:25, 16:25               |
|            |                     |       |                     |                                   |
| 17.04.2011 | Cuprum Mundo Lubin  | 3:2   | Wanda Instal Kraków | 12:25, 25:20, 23:25, 26:24, 15:9  |
| 17.04.2011 | Camper Wyszków      | 2:3   | Krispol Września    | 25:22, 19:25, 23:25, 25:22, 14:16 |

### Tabela
| Lp. | Drużyna             | Pkt | Mecze | Mecze | Mecze | Rodzaj wyniku | Rodzaj wyniku | Rodzaj wyniku | Rodzaj wyniku | Rodzaj wyniku | Rodzaj wyniku | Sety | Sety | Sety  | Małe punkty | Małe punkty | Małe punkty |
| Lp. | Drużyna             | Pkt | M     | W     | P     | 3:0           | 3:1           | 3:2           | 2:3           | 1:3           | 0:3           | wyg. | prz. | stos. | zdob.       | str.        | stos.       |
| --- | ------------------- | --- | ----- | ----- | ----- | ------------- | ------------- | ------------- | ------------- | ------------- | ------------- | ---- | ---- | ----- | ----------- | ----------- | ----------- |
| 1   | Cuprum Mundo Lubin  | 6   | 3     | 3     | 0     | 1             | 1             | 1             | 0             | 0             | 0             | 9    | 3    | 3     | 270         | 240         | 1.13        |
| 2   | Wanda Instal Kraków | 5   | 3     | 2     | 1     | 0             | 1             | 1             | 1             | 0             | 0             | 8    | 6    | 1.33  | 316         | 281         | 1.12        |
| 3   | Krispol Września    | 4   | 3     | 1     | 2     | 0             | 0             | 1             | 0             | 1             | 1             | 4    | 8    | 0.5   | 255         | 282         | 0.9         |
| 4   | Camper Wyszków      | 3   | 3     | 0     | 3     | 0             | 0             | 0             | 2             | 1             | 0             | 5    | 9    | 0.56  | 278         | 316         | 0.88        |

Źródło: inf. własna
Punktacja: zwycięstwo - 2 pkt; porażka - 1 pkt
Zasady ustalania kolejności: 1. liczba punktów; 2. stosunek setów; 3. stosunek małych punktów; 4. bilans w bezpośrednich meczach
     awans do I ligi